# Caridina lovoensis
Caridina lovoensis is een garnalensoort uit de familie van de Atyidae. De wetenschappelijke naam van de soort is voor het eerst geldig gepubliceerd in 1955 door Roth-Woltereck.